# Danilova (Venuskrater)
Danilova ist ein Einschlagkrater auf dem Planeten Venus. Er wurde nach den russischen Balletttänzerinnen Maria Danilowa (1793–1810) und Alexandra Dionissijewna Danilowa (1903–1997) benannt. Sein Durchmesser beträgt 49 Kilometer.

## Lage
Der Krater liegt innerhalb der auf der Venus vorherrschenden weiten Ebenen bei 26,4° Süd und 337,2° Ost. Er ist im Osten vom Krater Aglaonice und im Süden vom Krater Saskia umgeben. Die Kratergruppe befindet sich zwischen dem Vulkan Ushas Mons von Dione Regio im Westen und Alpha Regio im Osten.

## Beschreibung
Der Krater entstand durch den Einschlag eines Asteroiden. Er gehört zur Klasse der Zentralgipfelkrater. Der Durchmesser der zentralen Struktur beträgt 12,7 km und die Breite der Kraterwand etwa 6 km. Auf der Aufnahme der Raumsonde Magellan erkennt man den radarhellen Zentralgipfel, der vom dunklen Kraterboden und der Kraterwand umgeben ist. Die helle, weil rauere Umgebung zeigt die Ejektadecke – den Bereich, in dem das durch den Einschlag ausgeworfene Material niedergegangen ist. Erkennbar sind auch hinterlassene Spuren von Material, das in einem flussartigen System – ähnlich dem am Nordrand von Aglaonice – bis zu 77 km vom südlichen Kraterrand weggeflossen ist.

## Galerie

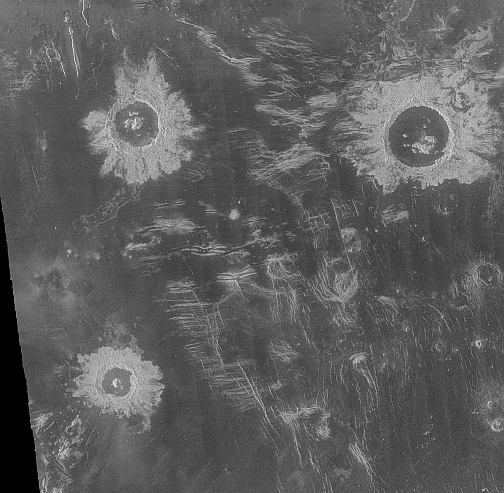
Die Krater Danilova (oben links), Aglaonice (oben rechts) und Saskia (unten) auf der Venus
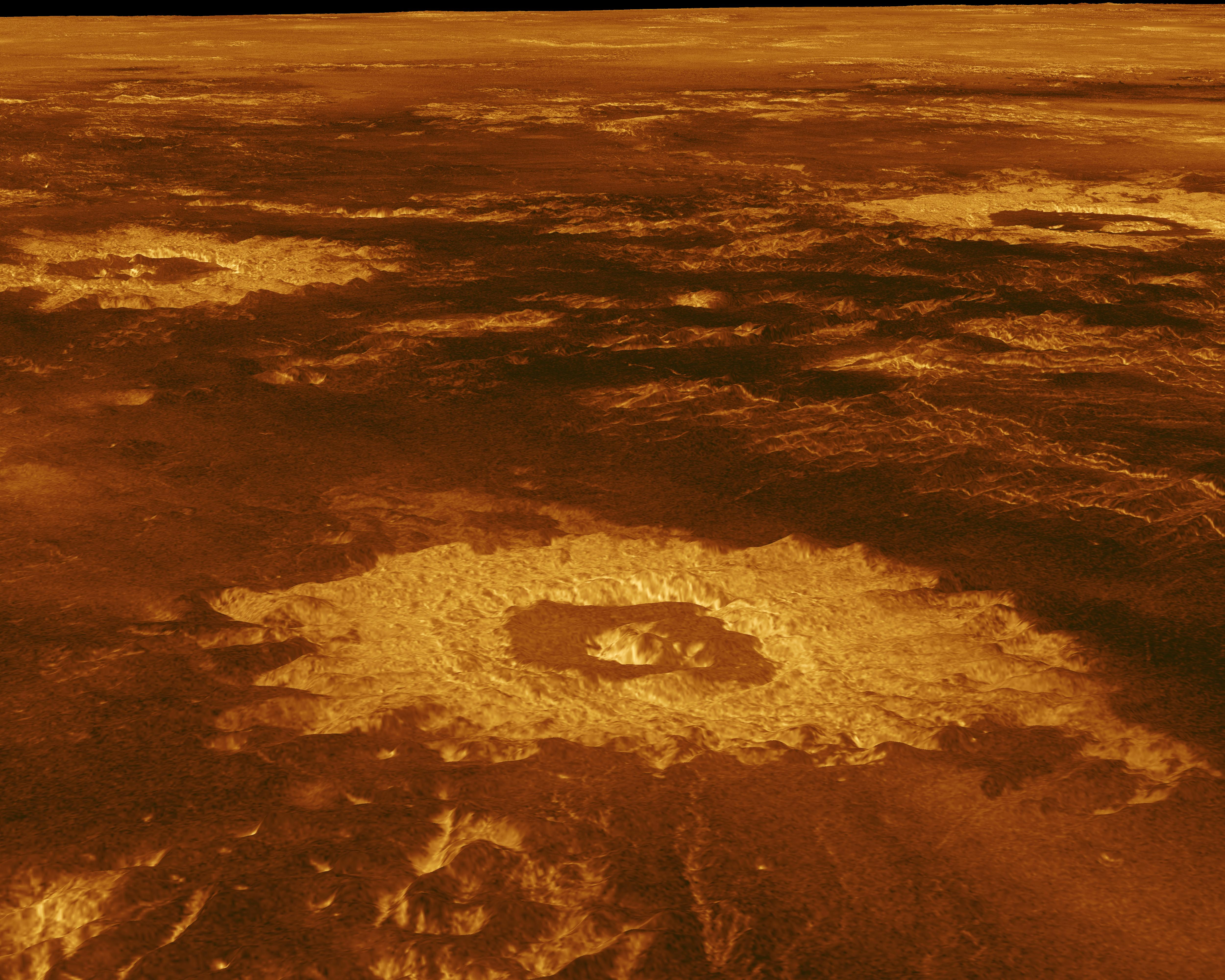
Computergenerierte Ansicht der Krater Saskia (Vordergrund), Danilova (links) und Aglaonice (rechts)